# Naro

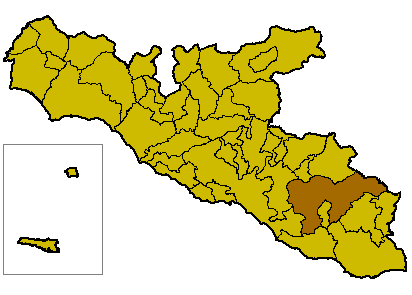
Ubicació de Naro dins de la província

Naro (sicilià Naru) és un municipi italià, dins de la província d'Agrigent. L'any 2008 tenia 2.112 habitants. Limita amb els municipis d'Agrigent, Caltanissetta (CL), Camastra, Campobello di Licata, Canicattì, Castrofilippo, Delia (CL), Favara, Licata, Palma di Montechiaro, Ravanusa i Sommatino (CL).

## Administració
| Període | Identitat     | Partit |
| ------- | ------------- | ------ |
| 2009-   | Pippo Morello | PdL    |